# Ceratocanthopsis pernitida
Ceratocanthopsis pernitida är en skalbaggsart som beskrevs av Renaud Maurice Adrien Paulian 1982. Ceratocanthopsis pernitida ingår i släktet Ceratocanthopsis och familjen Hybosoridae. Inga underarter finns listade i Catalogue of Life.